# 5386 Bajaja
5386 Bajaja là một tiểu hành tinh vành đai chính với chu kỳ quỹ đạo là 1225.8943623 ngày (3.36 năm).
Nó được phát hiện ngày 1 tháng 10 năm 1975.